# Daniel Mullings
Daniel Mullings, né le 26 juillet 1991, à Toronto (Canada), est un joueur canadien de basket-ball. Il évolue au poste de meneur.

## Palmarès
- Finaliste des Jeux panaméricains 2015